# William Edwin Franklin
William Edwin Franklin (* 3. Mai 1930 in Parnell, Iowa) ist ein US-amerikanischer Priester. Er ist Altbischof von Davenport.

## Leben
William Edwin Franklin empfing am 4. Februar 1956 die Priesterweihe für das Erzbistum Dubuque. Dort war er zunächst als Lehrer und Pfarrer tätig. 1984 wurde er Dekan des Dekanats Waterloo in Iowa.
Der römisch-katholische Papst Johannes Paul II. ernannte ihn am 29. Januar 1987 zum Weihbischof in Dubuque und Titularbischof von Surista. Der Erzbischof von Dubuque, Daniel William Kucera OSB, spendete ihm am 1. April desselben Jahres die Bischofsweihe; Mitkonsekratoren waren James Joseph Byrne, Alterzbischof von Dubuque, und Francis John Dunn, Weihbischof in Dubuque. Am 12. November 1993 wurde er zum Bischof von Davenport ernannt und am 20. Januar des nächsten Jahres in das Amt eingeführt. Zu Beginn der 2000er-Jahre wurden im Bistum Davenport Fälle sexuellen Missbrauchs durch Priester bekannt. Im Februar 2004 kündigte Bischof Franklin eine Aufarbeitung an; er hatte Papst Johannes Paul II. bereits um die Laisierung von fünf beschuldigten Geistlichen gebeten.
Am 12. Oktober 2006 nahm Papst Benedikt XVI. seinen altersbedingten Rücktritt an. An der Saint Ambrose University in Davenport ist die Franklin Hall nach ihm benannt.